# An toàn giao thông đường bộ

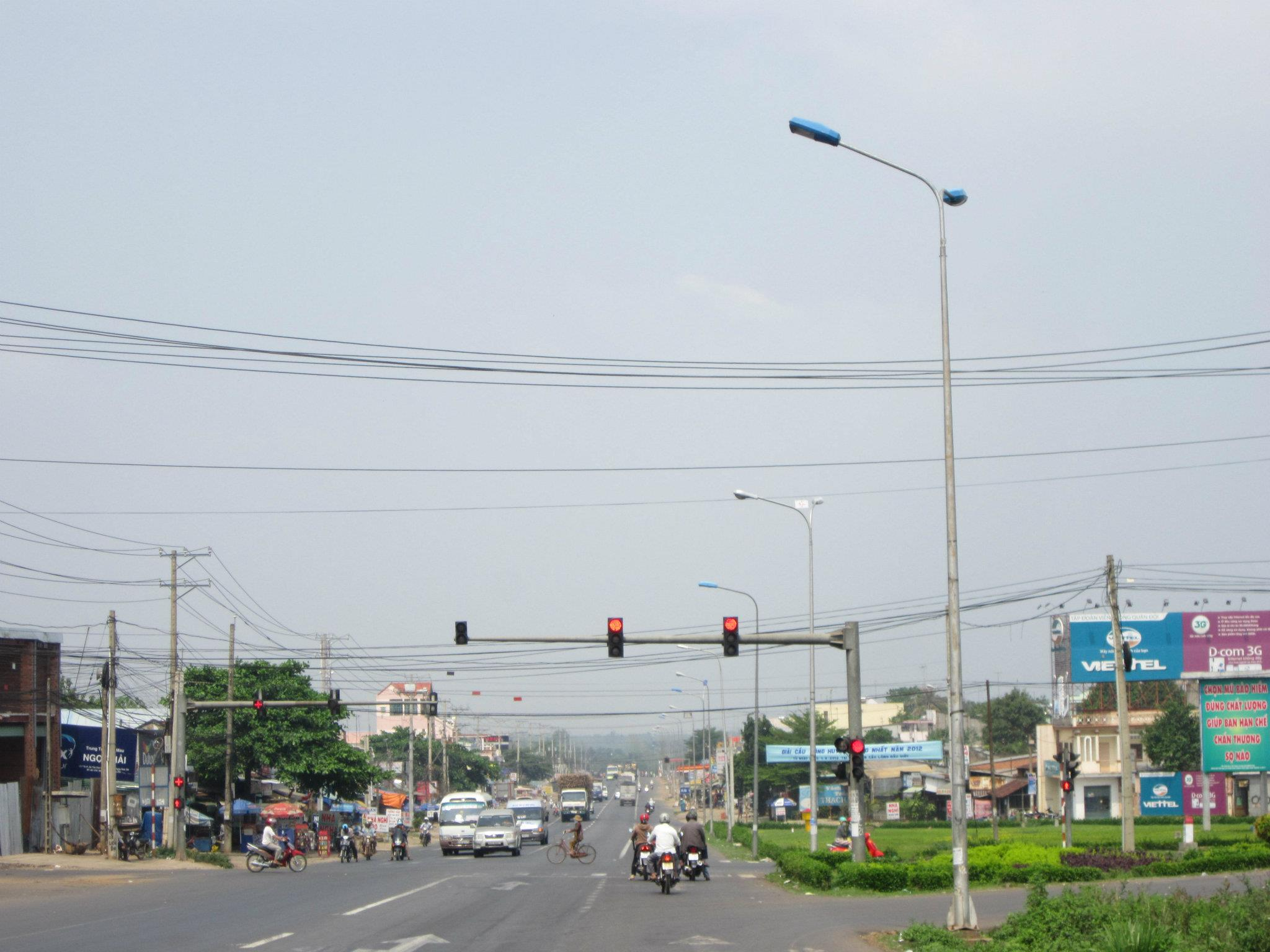
Đèn giao thông tại Ngã tư Dầu Giây, Đồng Nai

An toàn giao thông đường bộ đề cập đến các cách thức, biện pháp được sử dụng để ngăn chặn người tham gia giao thông đường bộ tử vong hoặc bị thương nặng do tai nạn giao thông. Những người tham gia giao thông đường bộ bao gồm: người đi bộ, người đi xe đạp, người lái các loại xe máy khác nhau, hành khách trên các phương tiện công cộng (như Xe buýt).
Các phương pháp tốt nhất trong chiến lược an toàn đường bộ hiện đại:
Chiến lược cơ bản là để đảm bảo rằng trong trường hợp xảy ra tai nạn, tai nạn vẫn dưới ngưỡng có khả năng gây ra tử vong hoặc thương tích nghiêm trọng. Ngưỡng này sẽ thay đổi tùy thuộc vào mức độ bảo vệ được cung cấp cho người tham gia giao thông. Ví dụ, cơ hội sống sót cho người đi bộ không được bảo vệ sẽ giảm ở tốc độ lớn hơn 30 km/h, trong khi đối với xe có động cơ hạn chế, tốc độ va chạm đó là 50 km/h (đối với va chạm bên hông) và 70 km/h (đối với tai nạn ở vùng đầu). (Diễn đàn Giao thông vận tải quốc tế, Hướng tới Zero, Mục tiêu an toàn đường bộ đầy tham vọng và phương pháp tiếp cận hệ thống an toàn, trang Tóm tắt điều hành 19).
Do giải pháp bền vững cho tất cả hoạt động an toàn đường bộ chưa được xác định, đặc biệt là các tuyến đường nông thôn và vùng xa xôi, nên áp dụng hệ thống kiểm soát phân cấp, tương tự như phân loại được sử dụng để cải thiện an toàn và sức khỏe nghề nghiệp:
- Ở cấp độ cao nhất là phòng chống thương tích nghiêm trọng và tai nạn nghiêm trọng, với yêu cầu này tất cả các khu vực giao thông chính yếu cần được tập trung quản lý tốt.
- Ở cấp độ thứ hai là giảm rủi ro trong thời gian thực, bao gồm việc cung cấp cho người tham gia giao thông các biển báo cụ thể cho phép họ nhanh chóng điều chỉnh việc di chuyển của họ.
- Cấp độ thứ ba là áp dụng các tiêu chuẩn và hướng dẫn thiết kế đường bộ (chẳng hạn như từ AASHTO), điều chỉnh thói quen và hoạt động lái xe.

An toàn giao thông đã được nghiên cứu như một lĩnh vực khoa học trong hơn 75 năm.